# Clambus dux
Clambus dux is een keversoort uit de familie oprolkogeltjes (Clambidae). De wetenschappelijke naam van de soort werd in 1960 gepubliceerd door Sebastian Endrödy-Younga.